# Spoken For
Spoken For é o segundo álbum de estúdio da banda MercyMe, lançado a 1 de Outubro de 2002.
O disco foi certificado Ouro.

## Faixas
Todas as faixas por MercyMe e Pete Kipley, exceto onde anotado.
1. "The Change Inside of Me" - 3:24
2. "All of the Above" (Kipley, MercyMe, Stuart) - 3:23
3. "Spoken For" - 4:09
4. "There's a Reason" - 4:11
5. "Come One, Come All" - 3:50
6. "Crazy" (Hurd, Kipley, MercyMe, Sipes) - 4:38
7. "Word of God Speak" - 3:07
8. "Your Glory Goes On" - 2:39
9. "The Love of God" - 3:33
10. "Go" - 3:27
11. "All Because of This" - 1:37

## Paradas
| Ano  | Paradas                    | Posição |
| ---- | -------------------------- | ------- |
| 2002 | Billboard 200              | 41      |
| 2002 | Top Contemporary Christian | 2       |
| 2004 | Top Christian Albums       | 2       |

## Créditos
- Jim Bryson - Teclados
- Nathan Cochran - Baixo, vocal de apoio
- Bart Millard - Vocal
- Mike Scheuchzer - Guitarra, vocal de apoio
- Robby Shaffer - Bateria